# Blåhand
Blåhand är en sjö i Skinnskattebergs kommun i Västmanland och ingår i Norrströms huvudavrinningsområde.